# 浑河站东街道
浑河站东街道，是中华人民共和国辽宁省沈阳市浑南区下辖的一个乡镇级行政单位。

## 行政区划
浑河站东街道下辖以下地区：
榆工社区、库榆社区、东育社区、万科新榆社区、嘉榆社区、王士村、后榆树台村、前榆树台村、金家湾村、金家湾朝鲜族村和上河湾朝鲜族村。
2018年6月，将五三街道办事处青年南大街以西区域划归浑河站东街道办事处。将浑河站东街道办事处青年南大街以东区域划归五三街道办事处。